# Bujor
Bujor è un comune della Moldavia situato nel distretto di Hîncești di 3.615 abitanti al censimento del 2004